# جاتلين جرين
جاتلين جرين (بالإنجليزية: Gatlin Green)‏ ولدت في 7 يوليو 1997  مغنية و ممثلة أمريكية 

## النشأة
ولدت جريين في ناشفيل، تينيسي. تعلمت من خلال تعليم منزلي.

## التمثيل
مارست التمثيل منذ كان عمرها 4 سنوات. في 2015 كان لها دور في حلقات عقول إجرامية .

## السيرة الفنية
| السنة | العنوان                 | الدور                  | ملاحظات                  |
| ----- | ----------------------- | ---------------------- | ------------------------ |
| 2005  | Daltry Calhoun          | فتاة صغيرة             | credited as Garlin Green |
| 2005  | حياة كرونك الجديدة      | صوت                    |                          |
| 2009  | iShine KNECT            | Cooper & Gatlin        |                          |
| 2012  | Stranger in My Own Town | Girl on street texting | قصير                     |
| 2012  | Fortune Cookie          | Friend                 | قصير                     |
| 2012  | Finding Cody            | لوسي                   |                          |
| 2013  | Twang                   | Gatlin Montgomery      |                          |
| 2015  | عقول إجرامية]           | اليسون سولفان          | Ep. "Beyond Borders"     |
| 2015  | ليف ومادي (مسلسل)       | سمانثا                 | الحلقة 2                 |
| 2015  | Heroes Reborn           | اميلي دوفار            | Main cast                |
| 2015  | أفتح قلبك               | سيلف                   | فيديو قصير               |

## روابط خارجية
- جاتلين جرين على موقع IMDb (الإنجليزية)
- جاتلين جرين على موقع ألو سيني (الفرنسية)
- جاتلين جرين على موقع قاعدة بيانات الفيلم (الإنجليزية)
- جاتلين جرين على موقع كينوبويسك (الروسية)
- قناة Cooper and Gatlin  على يوتيوب